# Mario Del Monte
Mario Del Monte (Modena, 2 dicembre 1941 – Modena, 8 settembre 1994) è stato un politico italiano.

## Biografia
Segretario della federazione provinciale del Partito Comunista Italiano di Modena dal 1975 al 1980, è stato eletto sindaco della città il 9 giugno 1980. Riconfermato nella carica nel 1985, ha rassegnato le dimissioni nell'aprile 1987.
Dal 1987 al 1990 è stato assessore per la Regione Emilia-Romagna. Nel 1990 è nominato presidente della Lega provinciale delle cooperative. Con lo scioglimento del PCI aderisce al Partito Democratico della Sinistra
È morto all'età di 52 anni la mattina dell'8 settembre 1994 in seguito a un incidente stradale avvenuto mentre rientrava dalla festa dell'Unità.